# كارولين بيترز
كارولين بيترز (بالألمانية: Caroline Peters)‏ (و. 1971 – م) هي ممثلة، وكاتبة سيناريو، وممثلة مسرحية، وممثلة أفلام من ألمانيا . ولدت في ماينتس.

## روابط خارجية
- كارولين بيترز على موقع IMDb (الإنجليزية)
- كارولين بيترز على موقع مونزينجر (الألمانية)
- كارولين بيترز على موقع ألو سيني (الفرنسية)
- كارولين بيترز على موقع ميوزك برينز (الإنجليزية)
- كارولين بيترز على موقع أول موفي (الإنجليزية)
- كارولين بيترز على موقع ديسكوغز (الإنجليزية)
- كارولين بيترز على موقع قاعدة بيانات الفيلم (الإنجليزية)
- كارولين بيترز على موقع كينوبويسك (الروسية)